# Hollinndagain
Hollinndagain è un album dal vivo del gruppo musicale statunitense Animal Collective, pubblicato nel 2003 a nome Avey Tare, Panda Bear and Geologist.

## Tracce
Side 1
1. I See You Pan – 10:24
2. Pride and Fight – 11:24

Side 2
1. Forest Gospel – 4:23
2. There's an Arrow – 3:04
3. Lablakely Dress – 5:23
4. Tell It to the Mountain – 4:37
5. Pumpkin Gets a Snakebite – 2:18

## Formazione
- Avey Tare
- Panda Bear
- Geologist